# Antonio de la Cruz
Jesús Antonio de la Cruz Gallego (* 7. Mai 1947 in León) ist ein ehemaliger spanischer Fußballspieler und -trainer.
Der Verteidiger spielte von 1972 bis 1979 beim FC Barcelona und war dort 2003 interimsmäßig als Trainer tätig. Außerdem nahm er mit Spanien 1978 an der WM teil.

## Erfolge
- Spanische Meisterschaft: 1974
- Spanischer Pokal: 1978
- Europapokal der Pokalsieger: 1979
- Teilnahme an einer WM: 1978 (1 Einsatz)